# 大北方戦争
大北方戦争（だいほっぽうせんそう、スウェーデン語: Stora nordiska kriget、ロシア語: Великая Северная война、ポーランド語: III wojna północna、デンマーク語: Den Store Nordiske Krig、ドイツ語: Großer Nordischer Krieg、英語: Great Northern War、1700年 - 1721年）は、スウェーデンと反スウェーデン同盟（北方同盟）を結成した諸国とがスウェーデンの覇権をめぐって争った戦争であり、近世の北欧、中欧、そして東欧における重要な画期となった。

## 概要
当初、北方同盟はピョートル1世のロシア、フレデリク4世のデンマーク＝ノルウェー、アウグスト2世（強健王）のザクセン＝ポーランド＝リトアニアから構成されていた。フレデリク4世とアウグスト2世はスウェーデンに敗れて1700年と1706年に脱落したが、1709年に再加入している。ブラウンシュヴァイク＝リューネブルク公（ハノーファー選帝侯）兼イギリス王ジョージ1世（ゲオルク1世ルートヴィヒ）は1714年にハノーファーとして同盟に加入し、1717年にはイギリスとして参戦した。また1715年にはブランデンブルク＝プロイセン王フリードリヒ・ヴィルヘルム1世が参加した。スウェーデン側ではカール12世のスウェーデンを始め、ホルシュタイン＝ゴットルプ公領が、1704年から1710年の間にスタニスワフ・レシチニスキの下にポーランドとリトアニアの諸侯が、1708年から1710年にはコサックのイヴァン・マゼーパがそれぞれ参戦した。オスマン帝国は一時期スウェーデン王カール12世を庇護してピョートル1世に対して介入した。
戦争は、デンマーク＝ノルウェーによるホルシュタイン＝ゴットルプ、ザクセン＝ポーランド＝リトアニアによるスウェーデン領リヴォニア (en) そしてロシアによるスウェーデン領イングリアに対する三方面からの攻勢で始まった。スウェーデンはトラヴェンタールとナルヴァでデンマークとロシアの攻撃を撃退し、アウグスト2世への反攻ではリトアニア、ポーランドからザクセンへと追撃し、アルトランシュテット条約で敗北を認めさせ、彼を退位させた。 一方、ピョートル1世はスウェーデンのバルト地方を奪取し、この地にサンクトペテルブルクを建設してバルト海への出口を固めた。 カール12世はピョートル1世と対するべく、ザクセンからロシアへ戻ったが、ロシア遠征はポルタヴァでのスウェーデン主力軍の壊滅とカール12世のオスマン帝国領ベンデルへの逃亡で終わった。 ロシア軍の追撃はオスマン帝国軍の介入によってプルト川（プルト条約）で頓挫した。
ポルタヴァの戦い後、当初の北方同盟が再建され、その後ハノーファーとプロイセンが加盟した。バルト海の南と東のスウェーデン軍残余は追い払われ、スウェーデン領土は連合国によって分割された。スウェーデン本国は西からデンマーク＝ノルウェー、東方からはロシアに侵入された。デンマークの攻撃はヘルシングボリの戦い (en) で撃退されたが、ロシアはフィンランドを占領し (大いなる怒り) 、スウェーデン海軍と沿岸要塞に深刻な打撃を与えた。カール12世はノルウェーに戦線を開いたが、1718年にフレデリックスハルド (en) で戦死した。
戦争はスウェーデンの敗北で終わり、ロシアがバルト海における新たな列強国となり、ヨーロッパ政治における新しい重要なプレーヤーとなった。正式な講和はスウェーデンとハノーファー、プロイセンとは1719年のストックホルム条約、デンマークとは1720年にフレデリクスボー条約、ロシアとは1721年にニスタット条約がそれぞれ結ばれている。 これによって、スウェーデンはフィンランド、ズンド海峡、スウェーデン領ポメラニア (en) の北部を除くすべての領土を割譲させられ、 ホルシュタイン＝ゴットルプ公領との関係は断たされた。ハノーファーはブレーメン＝フェルデン (en) を獲得し、ブランデンブルク＝プロイセンはオーデル川河口域を併合し、ロシアはバルト海地方をデンマークはシュレースヴィヒ＝ホルシュタインを確保している。スウェーデン絶対君主制はカール12世の死によって終焉し、自由の時代（Frihetstiden）が始まった。一方、ロシアはスウェーデンのバルト海における覇権を奪い取り、ヨーロッパにおける列強の一員となり、また、この戦争で獲得した地に新都サンクトペテルブルクを建設し、1721年、元老院と宗務院がピョートル1世に皇帝（インペラトル）の称号を贈りロシア帝国となった。
北方戦争は、後に文化人や軍人の研究材料として取り上げられている。ヴォルテールやクラウゼヴィッツによるものが有名である。
この戦争の時期、参戦各国で暦法が異なり、ロシアはユリウス暦（以下露暦）、スウェーデンは独自のスウェーデン暦（以下瑞暦）、ポーランドやドイツ諸侯はグレゴリオ暦を使用していた。参戦国が多数なため、本項目の日付はグレゴリオ暦を基本とし、必要に応じて露暦と瑞暦を併記する。

## 背景

### バルト帝国の形成

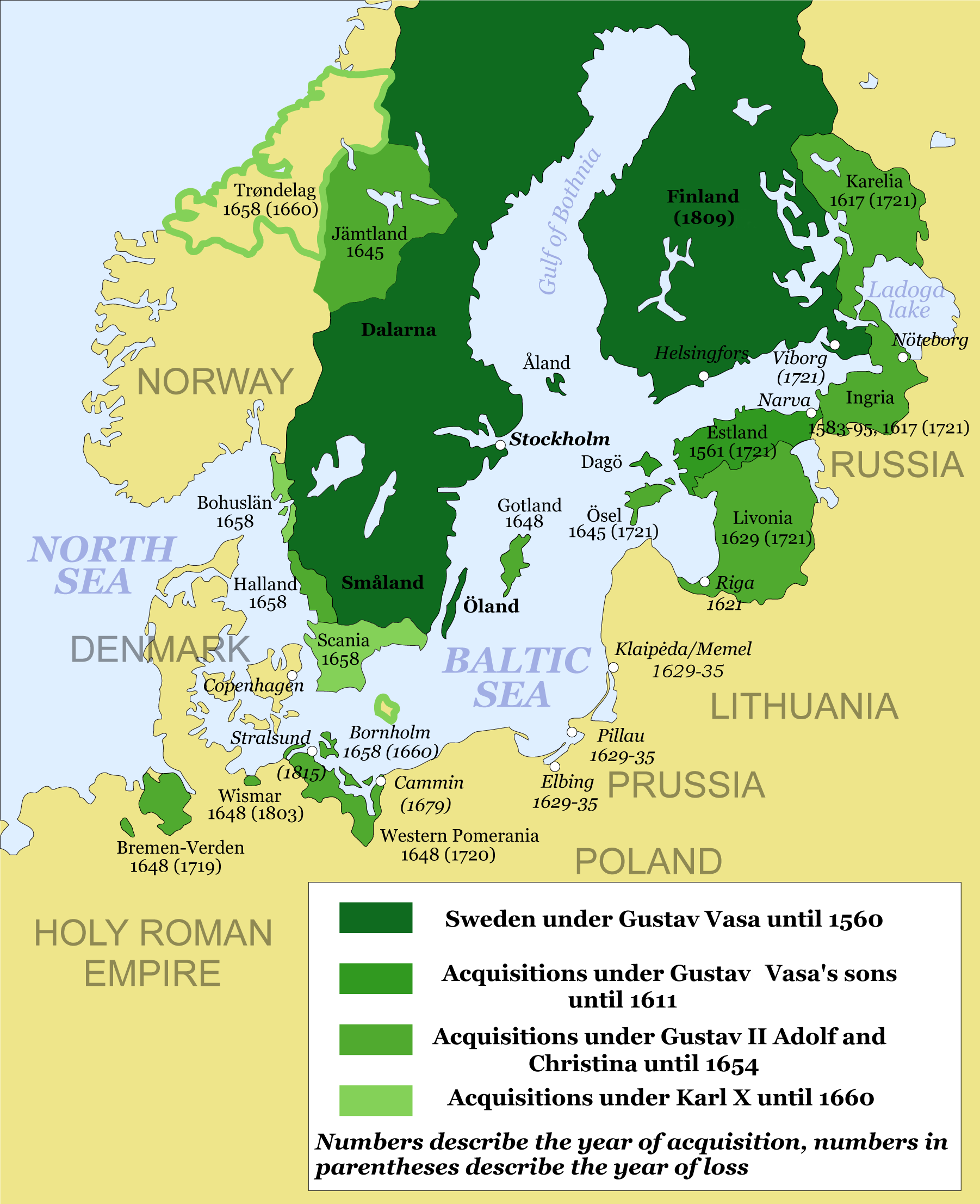
バルト帝国（1560年 - 1815年）

16世紀にデンマークから独立したスウェーデンは、その後も幾度かデンマークと戦火を交えてきた（北方七年戦争、カルマル戦争）。
グスタフ2世アドルフ（在位：1611年 - 1632年）の時代にスウェーデンは動乱時代にあったロシアに介入して、1617年にストルボヴァの和約を勝ち取り、カレリアとイングリアを割譲させ、ロシアからバルト海への直接的な出口を奪い、これによりロシアはスウェーデンの地域覇権に対抗しえない地位に陥ることになった。
グスタフ2世アドルフは三十年戦争に介入してプロテスタント陣営の主力軍として戦った。グスタフ2世アドルフは1632年のリュッツェンの戦いで戦死したものの、スウェーデンはヴェストファーレン条約で北ドイツのブレーメン公領 (en) とフェルデン、ヴィスマールそして西ポメラニアを獲得している。
三十年戦争末期に勃発したデンマークとのトルステンソン戦争でもスウェーデンは勝利し、ゴットランド島とノルウェーの2地域を割譲させるとともにズンド海峡通行税 (en) 免除特権を勝ち取った。
カール10世（在位：1654年 - 1660年）の時にスウェーデンはオリヴァ条約でポーランドからリヴォニアを獲得した（大洪水時代）。またデンマークとのカール・グスタフ戦争ではユトランド半島を制圧し、1658年のロスキレ条約によってスコーネ（スウェーデン南部）、トロンハイム（ノルウェー中部、後に返還）、ボーンホルム島を割譲させた（北方戦争を参照）。
こうして1560年から1658年の間にスウェーデンはフィンランド湾を中心としたカレリア、イングリア、エストニア、リヴォニア地方を含むバルト帝国をつくり上げた。

### 北方同盟の結成
1695年にスウェーデンの同盟者のシュレースヴィヒ＝ホルシュタイン＝ゴットルプ公クリスチャン・アルブレクトが死去するとデンマーク＝ノルウェー王クリスチャン5世（1699年死去）がゴットルプの相続を主張して紛争になり、スウェーデン王カール11世が調停にあたったが、1697年にカール11世が死去するとデンマーク軍はゴットルプに侵入して要塞のいくつかを制圧した。この為、ホルシュタイン＝ゴットルプ公領の新当主フレデリク4世は1698年にカール11世の王女ヘドヴィグ・ソフィアと結婚して同盟を固めた。デンマークは対抗上、同盟者を求めてポーランドと接近する。
反スウェーデン同盟（北方同盟）の結成に深く関わった人物が亡命スウェーデン貴族ヨハン・パトクルである。パトクルはスウェーデン領リヴォニアの貴族でスウェーデン王カール11世の時に大逆罪を宣告されて亡命を余儀なくされ、ポーランド王兼ザクセン選帝侯アウグスト2世に仕えていた。パトクルの画策により、1699年8月にデンマークとザクセンとの同盟が成立し、そして11月22日（露暦11月10日）にはロシアとザクセンとのプレオブラジェンスキー条約が締結され、ロシアとデンマーク、ザクセンによる北方同盟が成立する。
反スウェーデン同盟が結成されたことを知ったカール12世は1700年1月にイギリス、オランダと防御同盟を結んでこれに対抗した。

## 両軍

### スウェーデン陣営

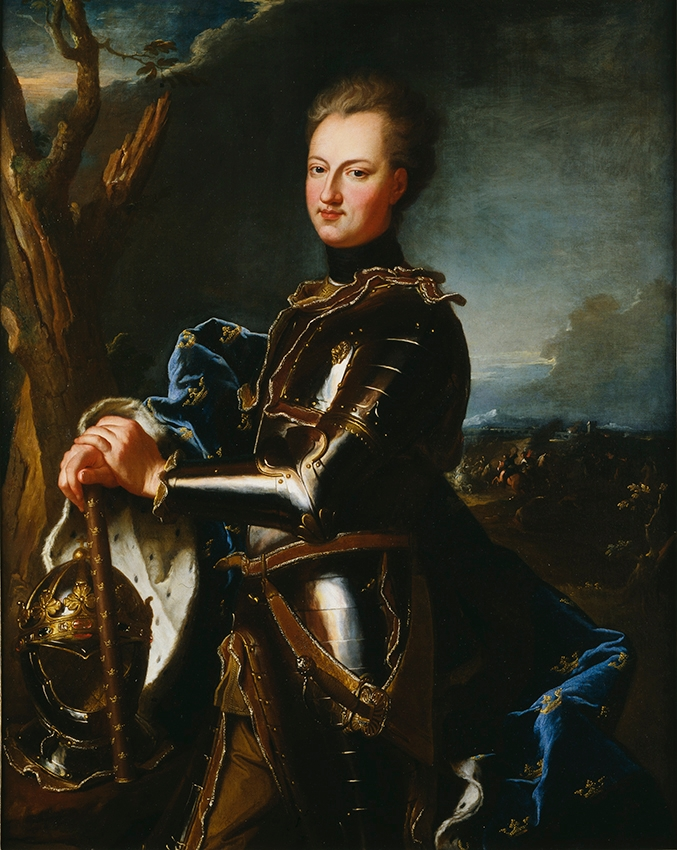
スウェーデン国王カール12世

「兵隊王」と呼ばれ軍事的天才と評されることになるスウェーデン王カール12世は1697年に14歳で父カール11世からスウェーデン王位を継承、絶対君主国家としてバルト帝国（スウェーデン王国）を引き継いだ。父は戦争を避けて国政改革に専念し、保護関税制や貴族領地を削減して王領を増加させる土地回収（reduktion）を実施して財政を安定させ、王権と帝国の軍事力を強化させていた。
カール12世は自らを中世騎士の申し子と考え、強い正義感と贅沢や飲酒そしてフランス語の使用といったバロック様式の生活への嫌悪とで知られている。その代わりに、彼は当時のバロック様式の王宮を出て馬上の兵士としての生活を好んだ。生涯、妻を迎えることがなかった彼は「私は軍隊と結婚したのだ」と公言している。
彼は約束を破り王位にふさわしくないと見なした敵対者達を王位から引き下ろすことを追求し、それ故に幾つもの和平の機会を逃してきた。このような態度は、一部の者からは偉大と、他からは狂気と見なされ、1718年に彼を殺した銃弾がどこから撃たれたのかは明らかでない。戦争中、カール12世以外で最も重要なスウェーデンの指揮官は親友のカール・グスタフ・レーンスケルド (en) であり、他にマグヌス・ステンボックやアダム・ルートヴィヒ・レーヴェンハウプトがいる。
カール12世の従弟であるホルシュタイン＝ゴットルプ公フレデリク4世はカール12世の姉ヘドヴィグ・ソフィア・アヴ・スヴェーリエの夫である。彼の息子であり1702年に公位を継いだカール・フリードリヒはカール12世の死後スウェーデン王位を主張したが、カール12世の妹ウルリカ・エレオノーラの主張に譲らざるを得なかった。後にカール・フリードリヒはピョートル1世の皇女アンナ・ペトロヴナと結婚していた。
ウクライナ・コサックの首長（ヘーチマン）イヴァン・マゼーパはピョートル1世側で戦ったが、1708年にカール12世側へ寝返っている。しかし、1709年にスウェーデンがロシアに敗れた後は亡命、同年に亡命地のオスマン帝国で死去した。部下のダヌィーロ・アポーストルは一旦マゼーパと共にスウェーデン軍へ降ったがロシアへ寝返り、以後はロシア軍に従軍、後にヘーチマンに選出された。

### 北方同盟陣営

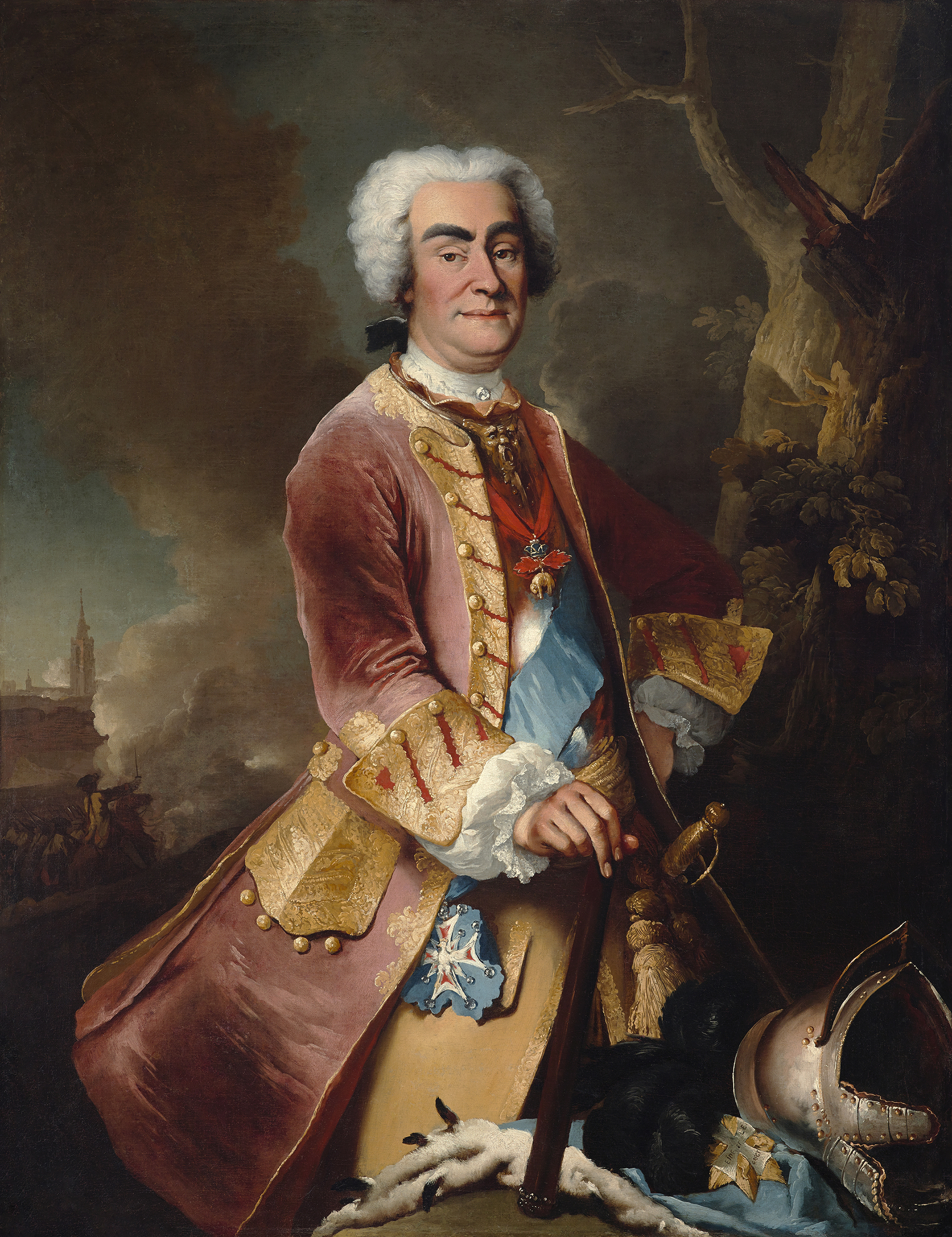
ポーランド国王・ザクセン選帝侯アウグスト2世

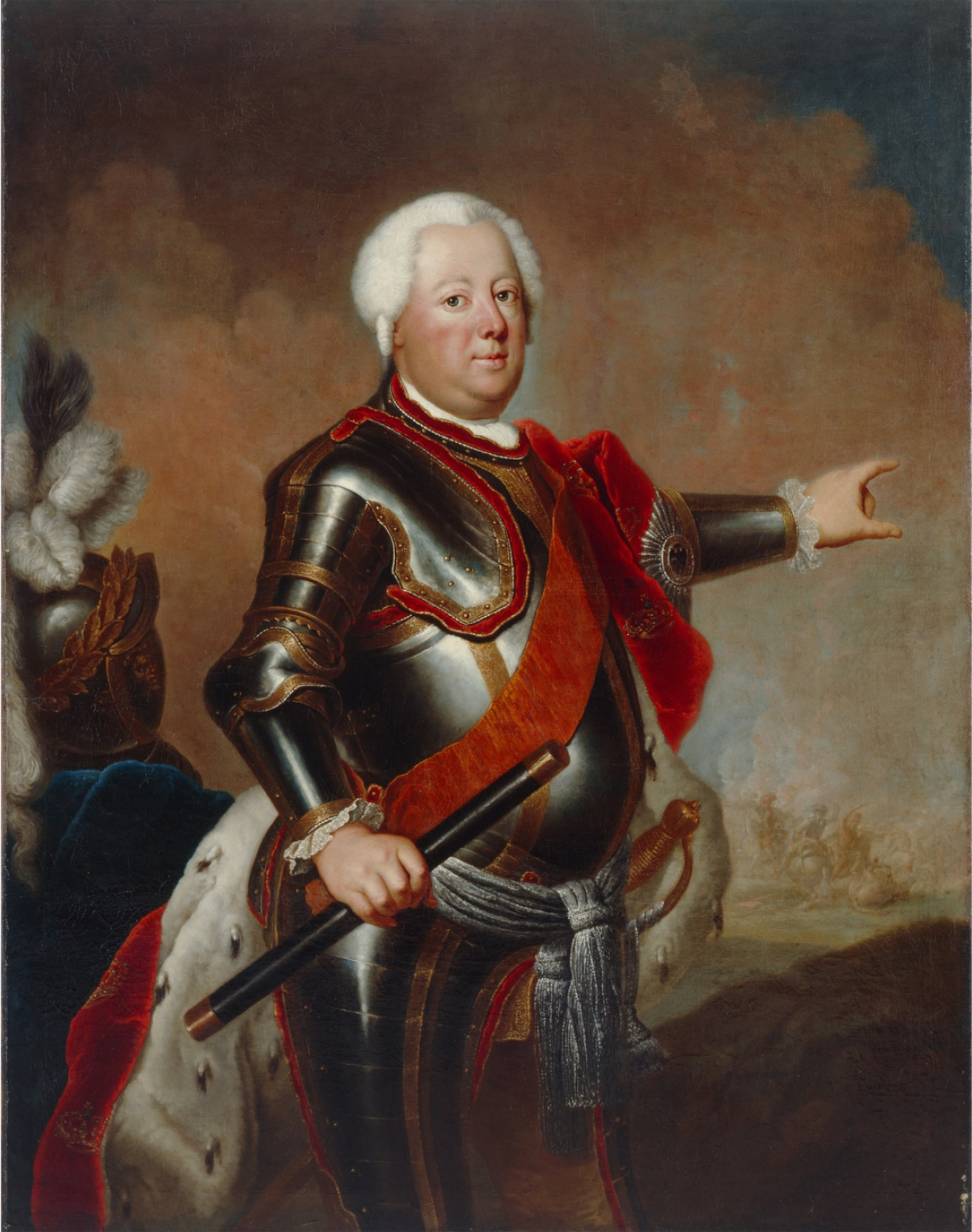
プロイセン国王・ブランデンブルク選帝侯フリードリヒ・ヴィルヘルム1世

ロシアのツァーリ・ピョートル1世は1689年に姉ソフィアの摂政政府を倒して実権を掌握すると、父アレクセイが行っていた諸改革を継続、また1695年から1696年に黒海への出口を求めてアゾフ遠征を行い、オスマン帝国からアゾフ要塞を奪取した。1697年には西欧へのグランドツアーに出発して先進技術を学んでいる。1698年、ピョートル1世は銃兵隊反乱の報を受け、旅行を切り上げて帰国する途上でポーランド王兼ザクセン選帝侯アウグスト2世と会見し、反スウェーデン同盟に合意した。
ピョートル1世の治世により、ロシア・ツァーリ国は近代的な帝国につくり変えられ、バルト海、黒海そしてカスピ海への出口も獲得した。大帝の彼の称号は、これらの成果をもってのことである。ピョートル1世以外で最も重要なロシアの指揮官はアレクサンドル・ダニロヴィチ・メーンシコフとボリス・シェレメーテフ (en) である。
ザクセン選帝侯フリードリヒ・アウグスト1世（カール12世の従兄）はヤン3世の没後にポーランド王位を得た（アウグスト2世強健王）。彼はバロック様式の生活を送り、首都ドレスデンを世界的に有名なバロック様式の街に変え、360人もの庶子をもうけたとされる。彼はスウェーデンに奪われたリヴォニア奪回を企てて、ヨハン・パトクルに反スウェーデン同盟を画策させた。1698年9月のプラヴォにおけるピョートル1世との会合でスウェーデン攻撃計画が立てられ、これが彼の没落のもととなる。ポーランド・リトアニア共和国を絶対君主制に転換しようとする彼の野心は失敗に終わった。彼の称号は身体的な強健さに由来する。
デンマーク＝ノルウェー国王 フレゼリク4世（カール12世の従兄）は1699年に父クリスチャン5世から王位を継承した。デンマークは祖父フレデリク3世と父の時代に絶対王政を確立させており、過去の戦争でスウェーデンに領土を奪われた上に隣接するホルシュタインまでスウェーデンの勢力下に入ったことに憤慨していた。
ブランデンブルク選帝侯およびプロイセン国王フリードリヒ・ヴィルヘルム1世（1713年即位）は1715年から参戦した。彼はかねてからのブランデンブルクの目標であった、ブランデンブルク中心地域からバルト海への出口となるオーデル川河口域を獲得する決意をしていた。
ハノーファー選帝侯であり1714年にイギリス王に即位したハノーファー家のジョージ1世（ハノーファー選帝侯ゲオルク1世ルートヴィヒ）は、内陸の選帝侯領から北海への出口を得る機会とした。

### 軍隊の規模
カール12世が率いたスウェーデン軍はグスタフ2世アドルフ以来のバルト帝国形成において勝利を積み重ねて来た、比較的小規模ではあるが、大陸諸国の軍隊よりもより専門化され訓練された軍隊であった。とりわけ、この軍隊は熟達した軍事教練により、小火器の高い発射速度を維持しえた。
スウェーデンの人口は300万人程であったが、戦時において村々から徴兵を行う制度を確立しており、1700年の開戦時にはカール12世は毎年訓練を施した77,000人の常備軍を有しており、戦争の犠牲に関わらず、1707年までにその数は12万人にまで膨れ上がっている。しかしながら、スウェーデンは長期戦ではその軍隊を補給し維持しえないことが明らかとなる。大陸での戦役では軍隊は新たに占領した土地で略奪や徴税をして自給自足することを原則としてきたが、戦争のコストは被占領国が提供しうる資金よりも遥かに高価になり、スウェーデンの財源は枯渇することになった。
ロシアの人口は1050万人で、開戦前に32,000人を募兵しており、外国人将校が多くを占めた 。ピョートル1世は緒戦のナルヴァの戦いでの惨敗を契機に大規模な軍制改革に着手して徴兵制を整備し、ロシア人貴族の将校を養成して1707年にはロシア軍の規模は20万人に達している。
デンマークはホルシュタイン＝ゴットルプへの侵攻とその他の戦線に2万人を派兵している。ポーランドとザクセンを合わせて少なくとも10万人を動員することができた。

## 1700年 - 1709年：カール12世の攻勢

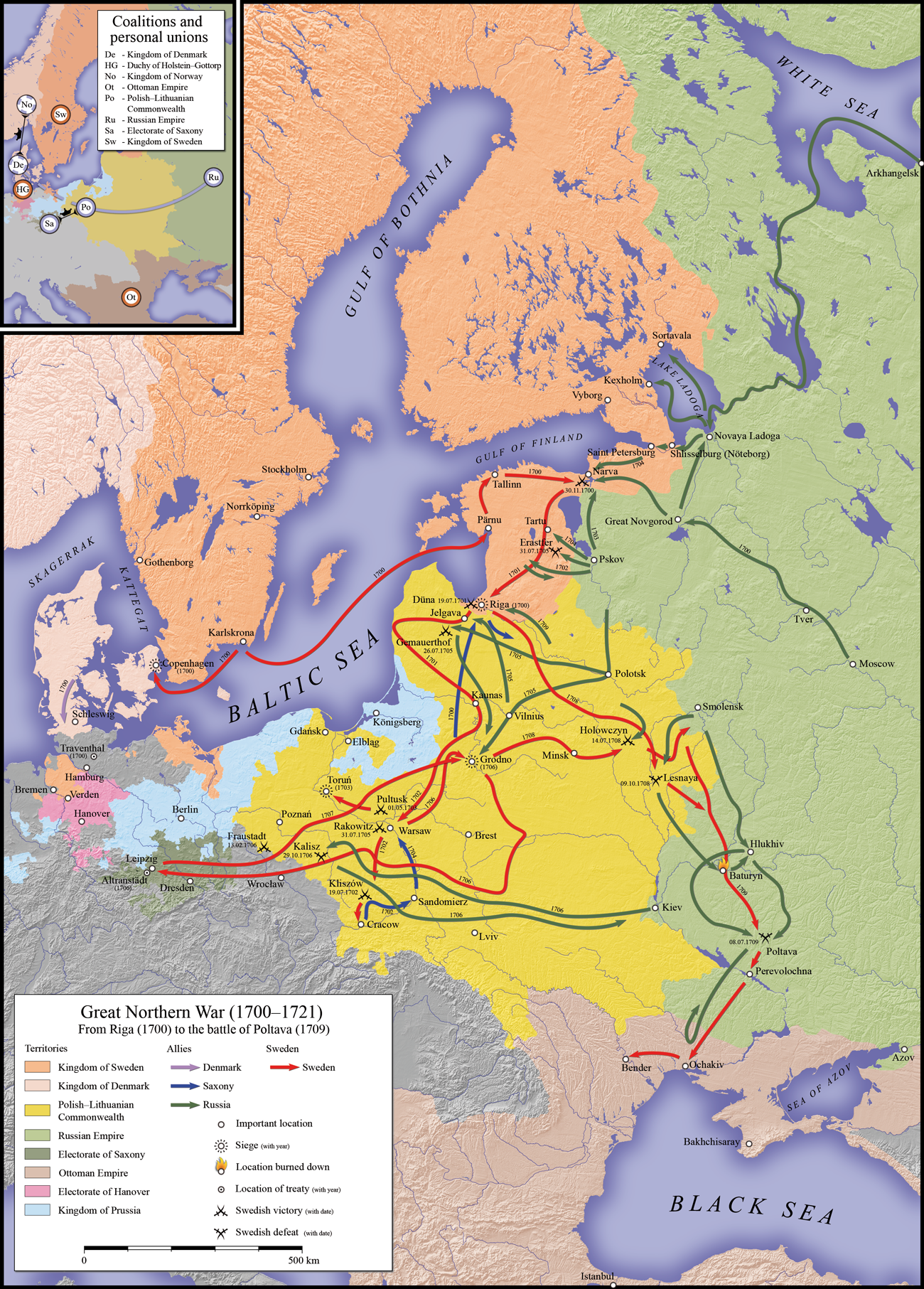
大北方戦争前半期（1700年 - 1710年）

### 1700年：デンマーク、リガそしてナルヴァ
1700年2月、デンマーク＝ノルウェー王フレデリク4世が自国領の南にあるスウェーデンの同盟国ホルシュタイン＝ゴットルプ公領への攻撃を行い、3月にテンニングを包囲した。 同時にアウグスト2世の軍隊がスウェーデン領リヴォニアを通って、ダウガフリヴァを占領し、リガを包囲した。これより前の1699年12月にアウグスト2世はリガに対する最初の強襲を行ったが失敗していた。ロシアはオスマン帝国との和平交渉中で、7月にコンスタンティノープル条約が締結され、30年間の和議が成立したとの知らせがモスクワに入った翌日の8月20日（露暦8月9日）に宣戦した。
カール12世はまずデンマークに焦点を合わせた。7月、イギリス、オランダ艦隊（同盟に基づいて出動したが交戦する意思はなかった）の支援を受けたスウェーデン艦隊はズンド海峡を封鎖するデンマーク艦隊を退却させ、シェラン島に兵を上陸させた。カール12世は兵15,000をもってデンマークの首都コペンハーゲンに進軍する。この予想外の動きと海軍の圧力により、デンマーク＝ノルウェーは8月18日（瑞暦8月9日）にトラヴェンタール条約を結んで早々に戦争から脱落させられた。

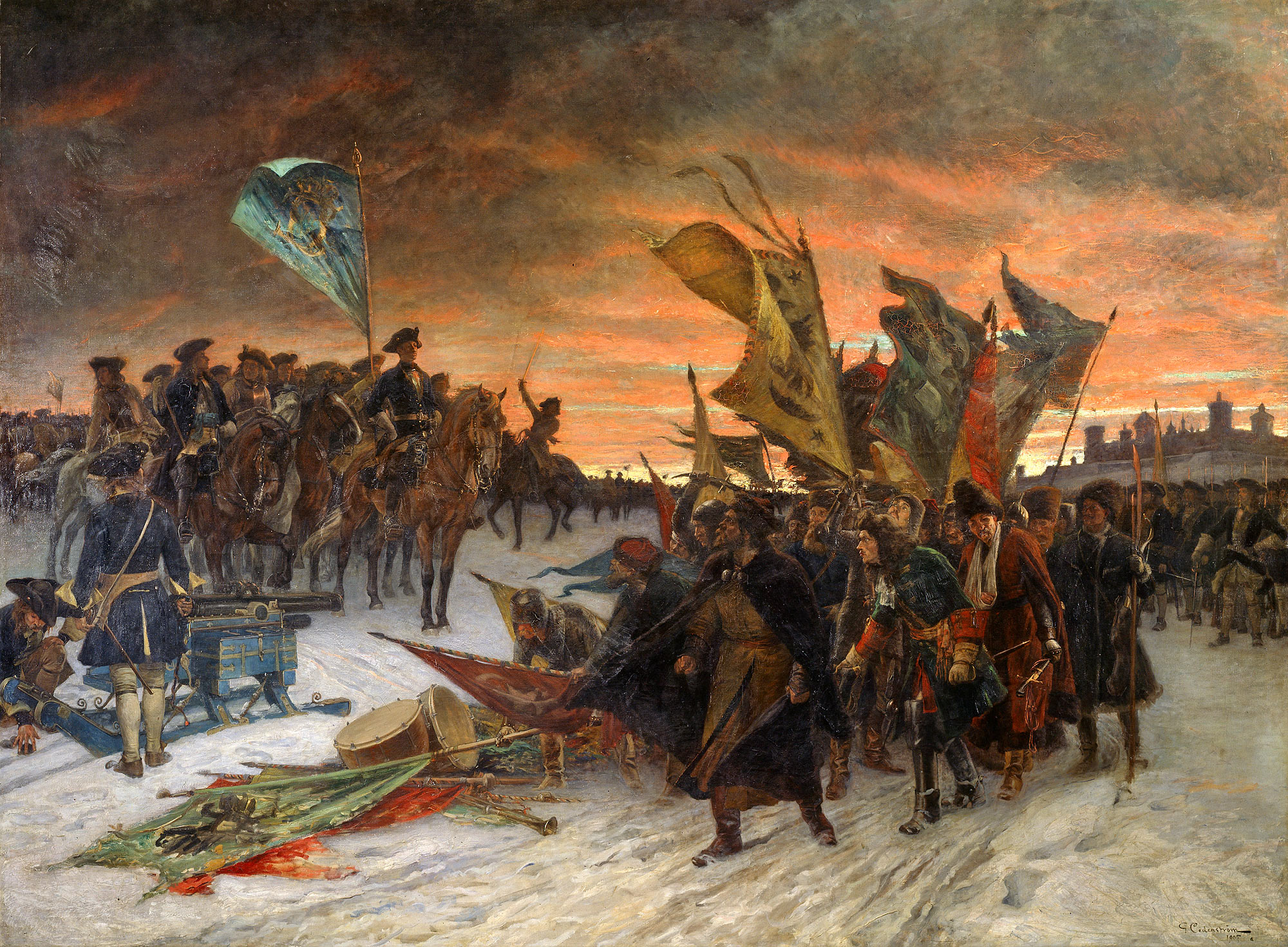
ナルヴァの戦い

今やカール12世はバルト海の東部海岸に迅速に軍隊を配備して残る敵と対峙することができた。リヴォニアのアウグスト2世の他にロシアのツァーリ・ピョートル1世の軍隊が既にスウェーデン領イングリアへの侵攻途上にあり、9月に兵40,000をもってナルヴァを包囲していた。ロシア軍はナルヴァを攻めあぐね、包囲が長期化した11月30日（露暦11月19日/瑞暦11月20日）、急遽海路を使ってエストニアに上陸したカール12世率いるスウェーデン軍12,000（または8,000）が吹雪をついて包囲軍の本営を急襲して蹴散らし、ロシア軍は惨敗を喫した（ナルヴァの戦い）。
トラヴェンタール条約とナルヴァの戦いによって北方同盟は事実上瓦解しており、スペイン継承戦争勃発直前の情勢でもあり、スウェーデン宰相ベント・ガブリエルソン・オクセンシェルナ (en) は、戦争をスウェーデン有利に終わらせカール12世をヨーロッパの調停者とする絶好の機会であると見なし、和議を王に進言したが、カール12世はこれを退け、あくまでもアウグスト2世を討つ意思を表明した。

### 1701年 - 1704年：リトアニアとポーランド

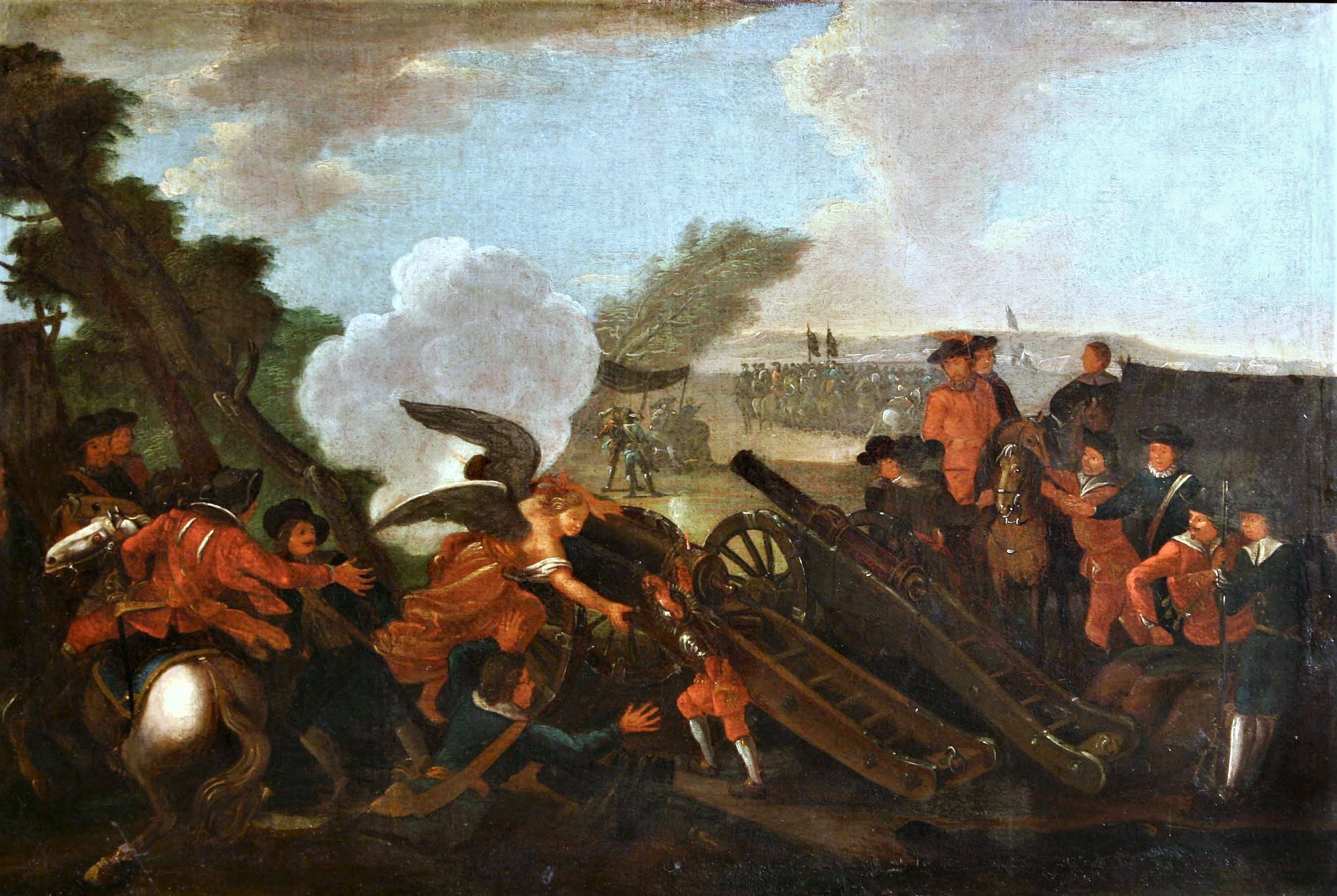
クリシュフの戦い

ナルヴァでロシア軍を打ち破ったカール12世はモスクワ進軍も考えたが、参謀本部の勧めもありアウグスト2世に包囲されているリガの救援に向かった。翌1701年7月、カール12世率いるスウェーデン軍はドヴィナ川を強行渡河してザクセン＝ポーランド軍を打ち破り、リガを救出した（ドヴィナ川の戦い (en) ）。
アウグスト2世は交渉を求めるが、カール12世はこれを認めず、ポーランド全国議会（セイム）に対して新国王の選出を要求する。翌1702年、カール12世はポーランド＝リトアニア共和国に侵入して5月にワルシャワを占領した。7月19日（瑞暦7月9日）、アウグスト2世は22,000の兵を集めて、ポーランド中央部キェルツェ南方でカール12世率いるスウェーデン軍12,000と対したが大敗を喫する（クリシュフの戦い）。しかし、スウェーデン軍に参戦していたシュレースヴィヒ＝ホルシュタイン公フレデリク4世もこの戦いで戦死した。
アウグスト2世はなおも和平を乞うたが、カール12世はあくまでもアウグスト2世の退位を求めて和平は成立せず戦いは続いた。1703年10月、カール12世はトルニ要塞を陥落させ、アウグスト2世を追い詰める。1704年7月、カール12世は国王選挙に干渉して、彼が望むスタニスワフ・レシチニスキを新国王スタニスワフ1世に選出させた。スタニスワフ・レシチニスキは翌1705年10月4日に戴冠し、カール12世はこの傀儡王とワルシャワ条約を結んでポーランド＝リトアニアを属国となした。

### 1701年 - 1706年：ロシア軍の再建とアルトランシュテット条約

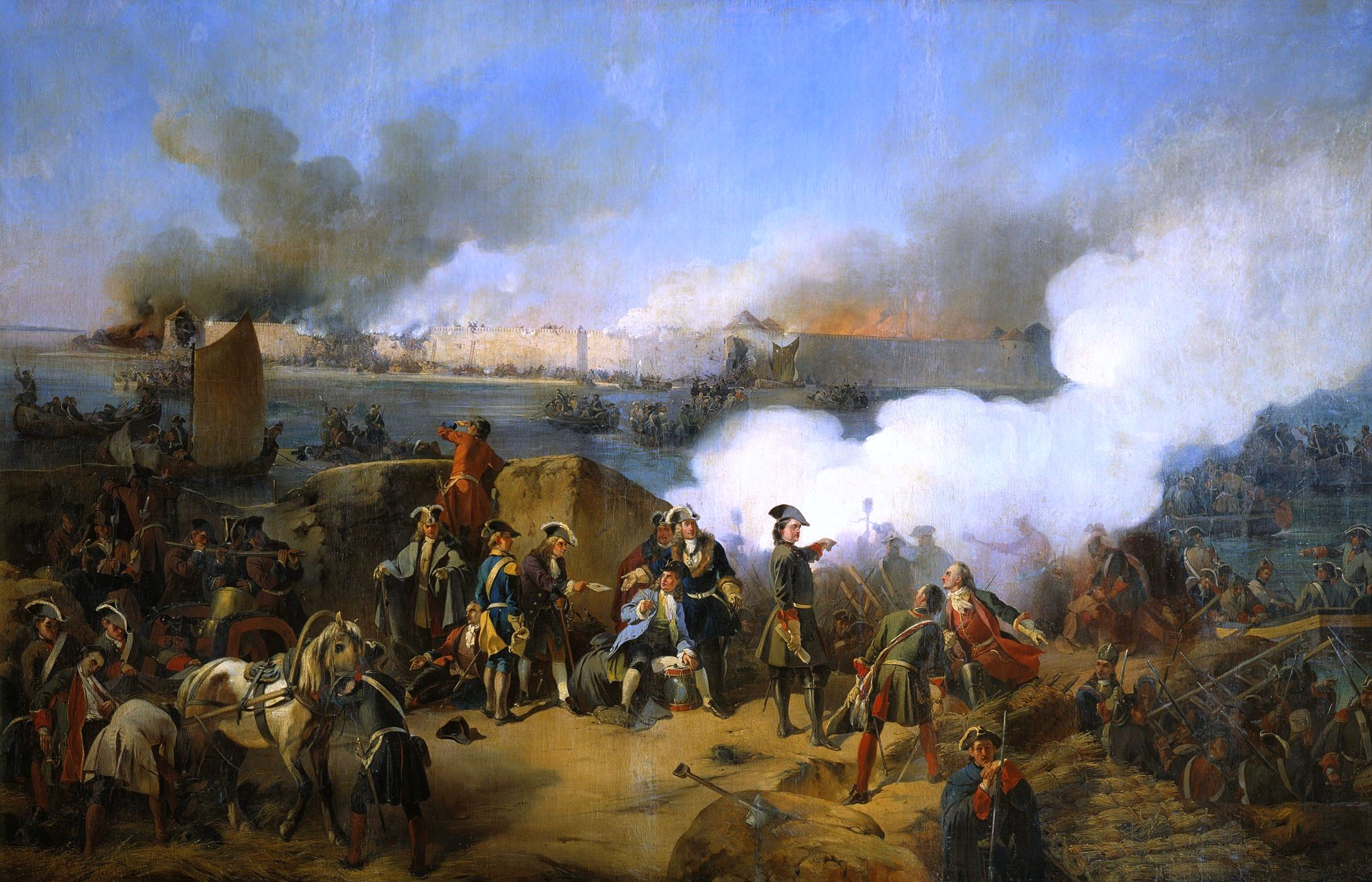
ピョートル大帝によるノーテボリ占領（シュリッセリブルク（="鍵となる要塞"）と命名）

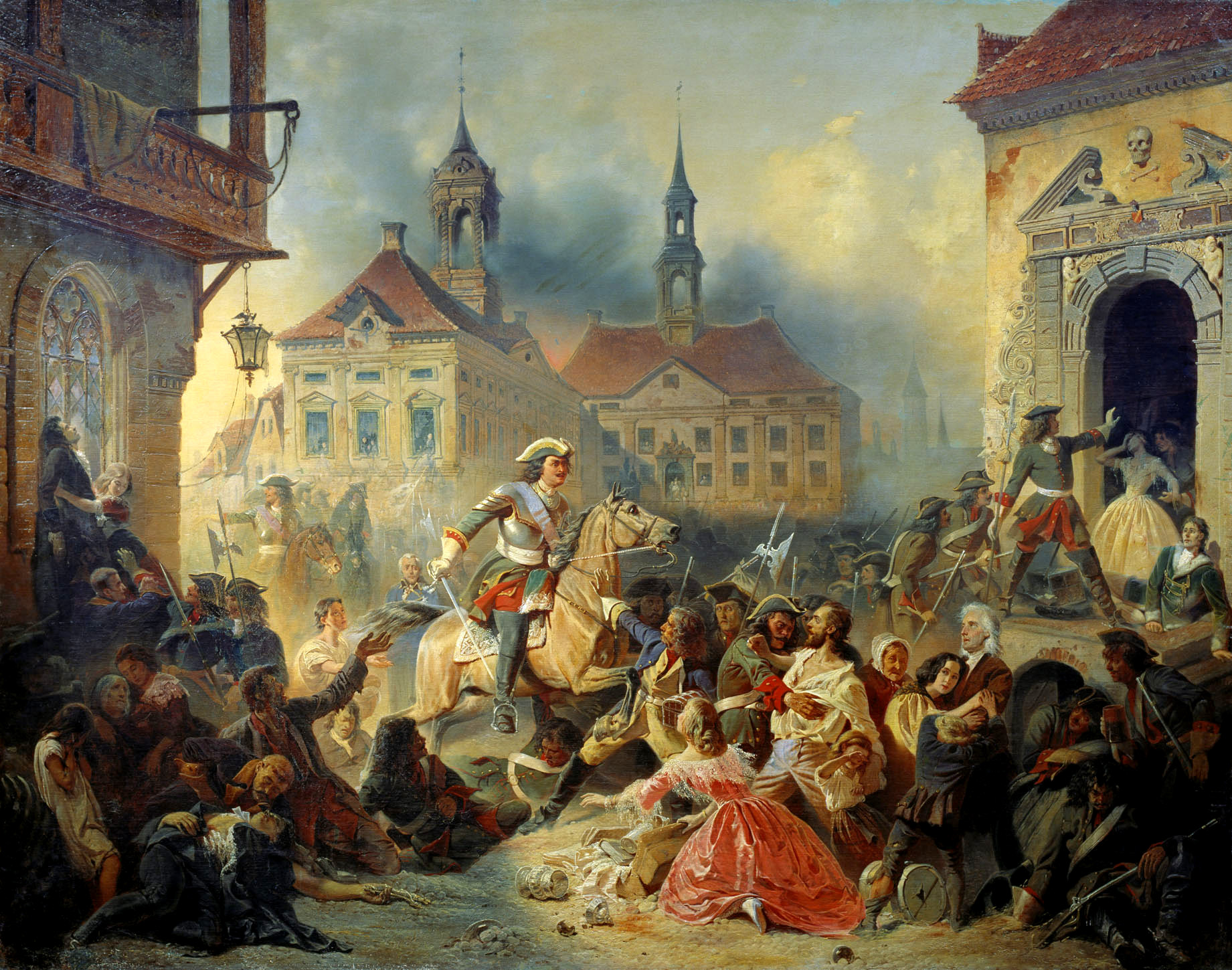
ロシア軍のナルヴァ占領（1704年）

ナルヴァの戦いはピョートル1世にとって大きな痛手となったが、カール12世のザクセン＝ポーランド＝リトアニアへの転戦は、ピョートル1世に軍を再建してバルト諸州を獲得する機会を与えた。ピョートル1世は大規模な軍制改革を行って兵士の徴兵制度や幹部養成、軍事行政機構を整備させ、常備連隊を拡充した。1700年にはロシア軍は34,000人の兵士しか残っていなかったが、徴兵を繰り返すことにより1705年に兵士の数は20万人に達している。またナルヴァで失われた大砲を急ぎ鋳造するために教会の鐘を供出させることまでした。彼は外国人の専門家に兵士を訓練させ、西欧式の新型火器を装備させた。
1701年末にロシア軍は約26,000の兵をもってリヴォニアへ侵攻した。シュリッペンバッハ総督 (en) 率いるスウェーデン軍は幾つかの戦術的勝利を収めたものの、ロシア軍は着実にリヴォニアへの攻撃を続け、寡兵のスウェーデン軍は次第に劣勢に陥った。1701年12月にボリス・シェレメーテフ率いるロシア軍はエラストフェルの戦いでスウェーデン・リヴォニア軍を撃破した。1702年夏にロシア軍は兵4万で再度侵攻を開始し、7月30日（露暦7月19日）のフーメンスルフ（Hummelshof）の戦いでロシア軍は6,000人のスウェーデン軍に大勝する。この戦いでスウェーデン・リヴォニア軍は壊滅し、ロシアによるリヴォニア征服の基礎が形づくられた。
その後、ボリス・シェレメーテフはロシア軍を率いてイングリアへ進軍し、10月22日（露暦10月11日）にノーテボリ（シュリッセリブルク）を占領した。この時、ノーテボリのスウェーデン兵は10日間に渡って抵抗し、スウェーデン兵110人の犠牲に対し、ロシア兵に6000人の犠牲を負わせた。ピョートル1世はこの地を「イングリアへの鍵」とみなし、要塞はドイツ語で「鍵の城」を意味するシュリュッセルブルク（Schlüsselburg）と命名された。1703年5月にロシア軍はネヴァ川河口に木造の要塞を構築し、これが後のサンクトペテルブルクとなる。イングリアの残りの地域もロシア軍に占領され、翌1704年夏にはドルパートとナルヴァがロシア軍の手に落ちた。
一方、ポーランドではアウグスト2世の支持者は未だ多く、ポーランド＝リトアニアのアウグスト派貴族は1704年8月にロシアとナルヴァ条約を締結して抵抗の意思を示した。翌1705年、ピョートル1世はロシア軍を率いてアウグスト2世を救援すべくポーランドへ侵入した。ロシア軍は有利に戦いを進めて、一時はポーランドの大部分を解放して、1705年秋にはスウェーデン軍を分断する態勢を取った。だが、アウグスト2世とロシア軍との連携は上手くゆかず、1706年2月13日（瑞暦2月3日）のフラウシュタットの戦い (en) でザクセン＝ポーランド軍およびロシア軍はまたもスウェーデン軍（指揮官カール・グスタフ・レーンスケルド (en) ）に大敗を喫してしまう。
8月にスウェーデン軍はザクセンに侵入し、抵抗力を失ったアウグスト2世は9月24日（瑞暦9月14日）にスウェーデンとアルトランシュテット条約を結び、ポーランド王位およびリトアニア大公位を放棄して戦争から脱落した。これにより北方同盟は瓦解し、カール12世の敵はピョートル1世のロシアのみとなる。アルトランシュテットには西欧の外交官が訪問に訪れ、スペイン継承戦争参戦を思い止まらせようとするイギリスと味方にしようとするフランスがそれぞれ暗躍した。カール12世はいずれの提案も受け付けずロシアへの遠征だけを考えていたが、ザクセン侵攻の際シュレージエンを通過したことでオーストリアから抗議されたり、逆にシレジアのプロテスタントとカトリックの平等及びスウェーデン軍の徴兵を承認させている（1707年7月のアルトランシュテット条約）。その他の国々も中立・同盟を結びスウェーデンの勢いは頂点に達した。

### 1707年 - 1709年：カール12世のロシア遠征

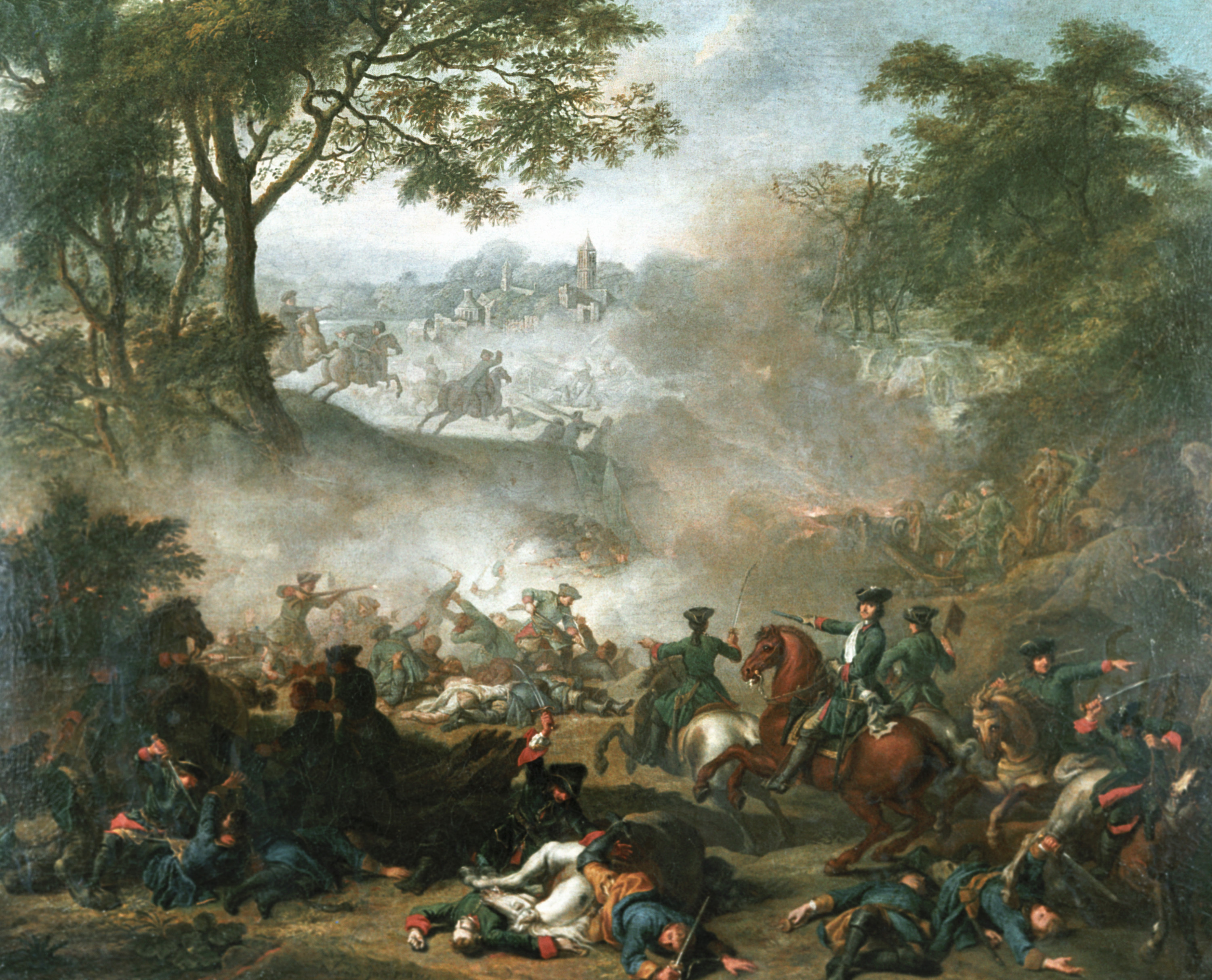
レスナーヤの戦い

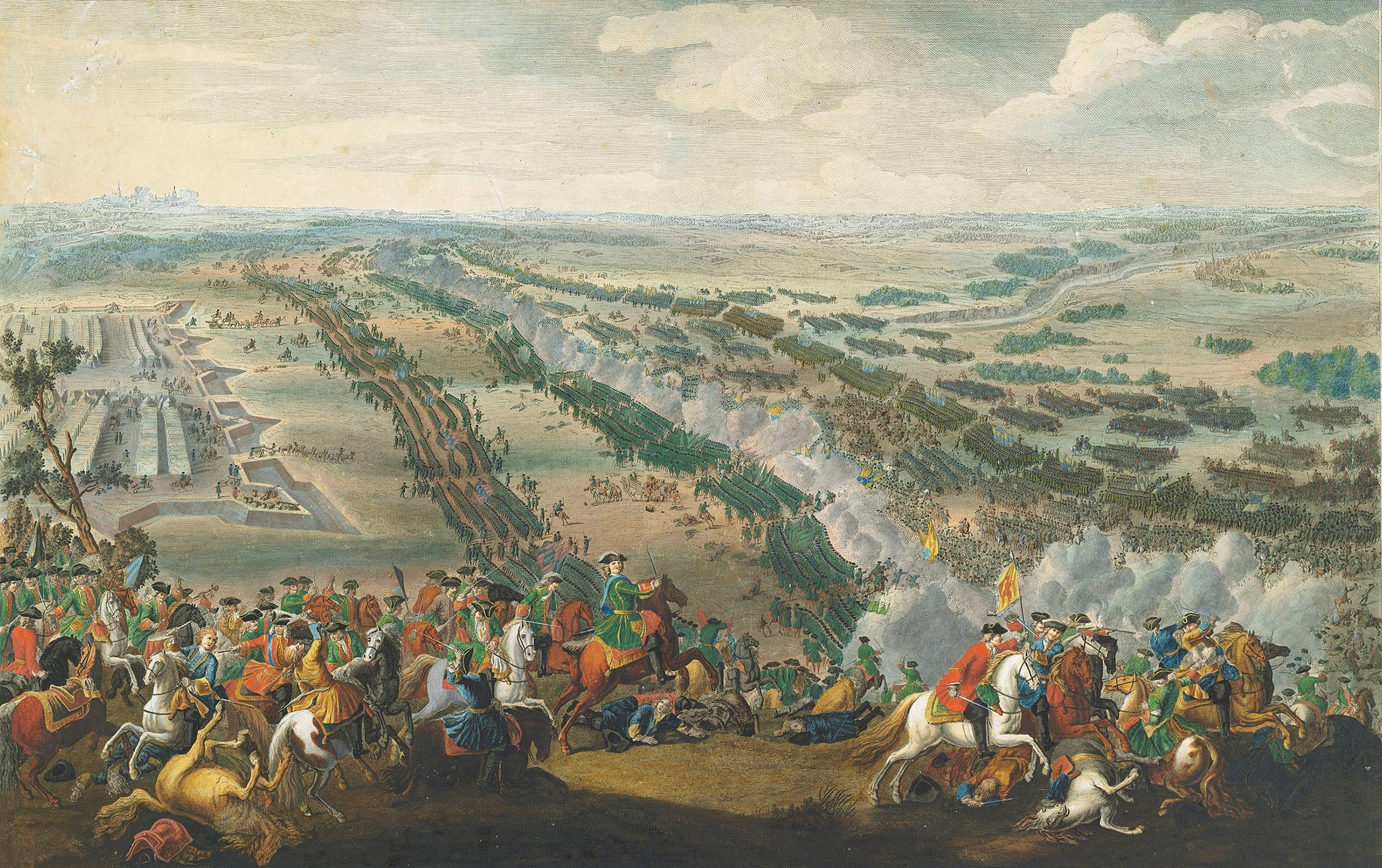
ポルタヴァの戦い

1707年にピョートル1世は和議を打診したが、カール12世がネヴァ川両岸とサンクトペテルブルクを含むすべての占領地の返還を要求したため成立しなかった。
戦争を終わらせるためにカール12世はポーランドに本拠を置いてモスクワ攻略を含むロシア中心部への最後の攻撃を命じた。1707年9月2日（露暦8月22日）に約44,000人のスウェーデン軍はザクセンを発ち、ゆっくりと東に進軍した。ヴィスワ川に到達すると彼らは川が凍結する1708年1月10日（露暦12月30日）まで渡河を待ち、その後、敵対的なマスリア (en) を経て、2月8日（露暦1月28日）にロシア軍が放棄したフロドナを無血占領した。 スウェーデン軍はスマルホニ (en) やミンスク周辺に留まり、冬営に入った。
冬の間にスウェーデン軍は風土病にひどく苦しめられ、宿営地を発ったのは6月のことで、スモレンスクに向かって進軍した。 春の間にクールラントのレーヴェンハウプト将軍は補給品を集め、兵12,000を率いて10月22日（露暦10月11日）までにカール12世の本隊と合流するよう命じられた。
1708年7月14日（露暦7月3日/瑞暦7月4日）にカール12世はホロウチン（Holowczyn）の戦い (en) でロシア軍を撃破したものの、ピョートル1世の焦土作戦により、ロシア領内を進むにつれてスウェーデン軍は補給にひどく苦しめられるようになった。レーヴェンハウプトの援軍は130キロにまで近づいていたが、補給を必要とするカール12世は合流を諦め、穀物とよりよい気候を求めてウクライナへと転進した。コサック首長イヴァン・マゼーパ指揮下のウクライナ軍（ヘーチマン国家）は幾度かカール12世と協議を持ち、ここに至り彼はロシアからの独立を得るべく正式にスウェーデンとの同盟を宣言した。
レーヴェンハウプトは南下を続けたが、10月9日（露暦9月28日/瑞暦9月29日）、小さな村の近くの川を渡っている最中にピョートル1世率いるロシア軍に襲われた（レスナーヤの戦い）。戦闘に敗れたレーヴェンハウプトはできるだけ早くカール12世と合流することを優先させ、大砲と食糧の大半を遺棄した。彼らが最終的にカール12世の主力部隊と合流した時には補給品を欠いた7,000人が残っていただけだった。10月にはマゼーパの首都バトゥールィンがロシア軍に攻略されている。
翌1709年春になり、カール12世は前進を再開したが、飢餓や疫病のためにその数を3分の1に減らしていた。カール12世は食糧と拠点を手に入れるべくウクライナのボルスクラ川 (en) 沿いにあるポルタヴァを包囲した。ピョートル1世は既にここを守るための大軍を組織しており、彼はすぐに到着した。7月8日（露暦6月27日/瑞暦6月28日）、ロシア軍42,000人とスウェーデン軍16,000人がポルタヴァで会戦した。カール12世は先の包囲戦の最中に狙撃されて負傷しており、指揮権はカール・グスタフ・レーンスケルド将軍に委ねられている。激戦の末に数に勝るロシア軍が大勝し、スウェーデン軍は数千人の戦死者を出して潰走した。カール12世はオスマン帝国領へ逃れ、スウェーデン軍の残余はペレヴォローチナで降伏した (en) 。
このスウェーデン軍の大敗は戦争の帰趨を決しはしたが、戦争自体を終わらせはしなかった。 デンマーク、ザクセンは再び参戦し、ボリス・クラーキン (en) の狡猾な政治的手段によってスタニスワフは廃位、アウグスト2世はポーランド王に復位した。ピョートル1世はバルト地方での戦役を継続し、最終的に強力な海軍を築いた。1710年、ロシア軍はリガとタリンを占領した。エストニアとリヴォニアの降伏によりバルト地方はロシアに統合された。

## 1709年 - 1721年：北方同盟の反攻

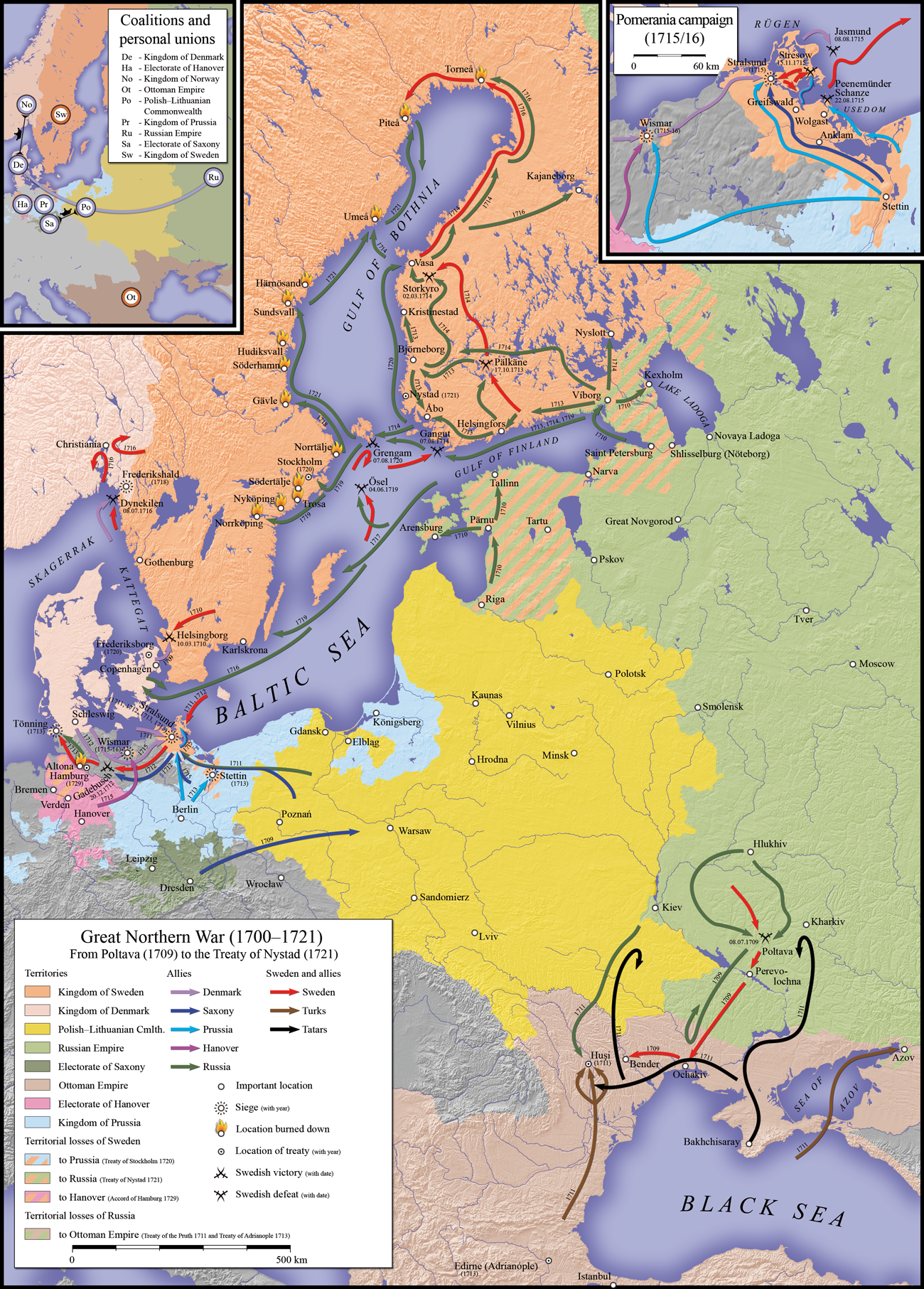
大北方戦争後半期（1709年 - 1721年）

### 新北方同盟の結成
ポルタヴァの戦い以降、ピョートル1世とアウグスト2世は1709年にトルン条約を結んで再び同盟し、同年、デンマーク＝ノルウェー王フレデリク4世とアウグスト2世がドレスデン条約を、続いてロシアとデンマーク＝ノルウェーとがコペンハーゲン条約を締結している。1710年にはハノーファー条約が結ばれて、ハノーファー選帝侯（ハノーファー家）が加盟し、選帝侯ゲオルク1世ルートヴィヒは後にイギリス王ジョージ1世となる。1713年にはブランデンブルク＝プロイセンとロシアがシュヴェート条約を結んで同盟した。一方、イギリス王ジョージ1世は1715年に3つの同盟を締結した。デンマーク＝ノルウェーとベルリン条約、ブランデンブルク＝プロイセンとシュテッティン条約、ロシアとはグライフスヴァルト条約をそれぞれ結んだ。

### 1709年 - 1714年：オスマン帝国の参戦
スウェーデン軍が降伏した時、カール12世と僅かなスウェーデン兵、それにイヴァン・マゼーパのコサックがオスマン帝国領に逃れ、モルドバのベンデルにコロニーを築いた。 ピョートル1世はカール12世の立ち退きを要求したが、スルタン・アフメト3世はこれを拒否し、カール12世の働きかけとロシアの勢力拡大の危惧からオスマン帝国は1710年11月にロシアに対する宣戦を布告する（露土戦争）。

プルート川の戦い（1711年）

ピョートル1世はオスマン帝国内のキリスト教徒やモルダヴィアとワラキアの太守ディミトリエ・カンテミールに援助を約束して内部撹乱工作を行い、1711年に兵約4万を率いてオスマン領内へ侵攻した。だが、ロシア軍は罠にかかりプルト川で約15万のオスマン軍の攻撃を受け、ピョートル1世自身も捕らえられかねない危機に陥った（プルート川の戦い）。ピョートル1世は同行していた愛人エカチェリーナの勧めもあって、和議に持ち込み、7月12日にアゾフ要塞の返還、ポーランドの内政への不干渉、カール12世の帰国の容認などを条件とする不利な内容のプルト条約を締結した。
だが、カール12世は帰国に関心を示さず、ベンデルに臨時宮廷をつくり、なおもスウェーデンとオスマン帝国とが共闘してロシアを攻めるようアフメト3世を説得しようとした。アフメト3世はこれを拒否して寛大な待遇も止めて、1713年にカリバリク（kalabalik:騒乱の意味）と呼ばれるスウェーデン人とトルコ兵との武力衝突が起きるとカール12世を拘束した。カール12世はアドリアノープル近くのデモチカに幽閉され、オスマン戦線を開く希望を捨てた彼は1714年10月に脱出すると騎馬で敵地を走破して僅か2週間足らずで北ドイツのスウェーデン領シュトラールズントに帰還した。なお、マゼーパはウクライナに戻れず、1709年に没している。

### 1710年 - 1716年：スコーネと北ドイツ、ポーランド

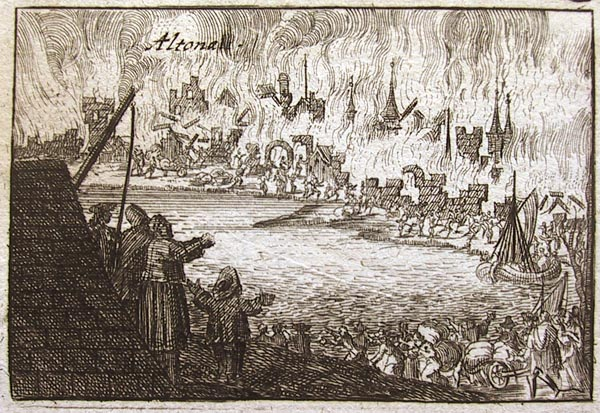
デンマーク領アルトナは1713年のマグヌス・ステンボック将軍の攻撃で焼失した。同年、ロシア軍はその報復としてスウェーデン領ヴォルガストを焼き払った。

1709年11月、再参戦したデンマーク軍がズンド海峡を渡ってスウェーデン南部のスコーネ（旧デンマーク領）に侵攻した。スウェーデン軍のマグヌス・ステンボックは僅かな兵しか持っていなかったのでいったん後退し、新兵を集めた上で反撃に転じて翌1710年3月10日（瑞暦2月28日）のヘルシングボリの戦い (en) で勝利し、デンマーク軍は本国へ撤退した。
1710年、ポーランドのスウェーデン軍は連合軍の追撃を受けつつスウェーデン領ポメラニアへと撤退し、1711年にシュトラールズントで包囲された。しかし、町はステンボック将軍率いるスウェーデンの救援軍が到着したため占領を免れ、スウェーデン軍はポメラニアを確保し、西に転じてガーデブッシュの戦いで連合軍を撃破した。だが、連合軍の追撃を受けたスウェーデン軍は罠にかかり、テンニングで包囲され降伏した。ステンボックは捕虜のまま1717年に死亡した。
1714年にカール12世はオスマン帝国から帰国し、11月にシュトラールズントに到着した。近くのグライフスヴァルトは既に失陥しており、ハノーファー選帝侯として参戦していたイギリス王ジョージ1世は11月17日にロシアのピョートル1世と同盟を結んでいる。ポメラニア戦役に参加していたが、公式には中立であったブランデンブルク＝プロイセンも1715年夏にスウェーデンに対して宣戦布告して、連合への参加を公にした。これによってカール12世はすべての北ヨーロッパ諸国と交戦状態となり、シュトラールズントの命運も窮まった（シュトラールズント攻囲戦 (1715年)）。カール12世は1715年12月までここに留まり、陥落の僅か数日前に脱出している。1716年にはヴィスマールが降伏し、スウェーデンのバルトおよびドイツのすべての領土は失われた。
アウグスト2世が復位したポーランドでは、ザクセン軍の駐留に対するポーランド貴族（シュラフタ）の不満が高まり、1715年にロシア軍を後ろ盾とするタルノグルト連盟が結成された。翌1716年11月にワルシャワ条約が締結され、ザクセン軍は撤退し、ポーランド軍の軍備も大幅に制限されることになり、この条約は1717年2月の「無言国会」で批准され、ポーランドはロシアの保護国と化す。

### 1713年 - 1721年：フィンランド

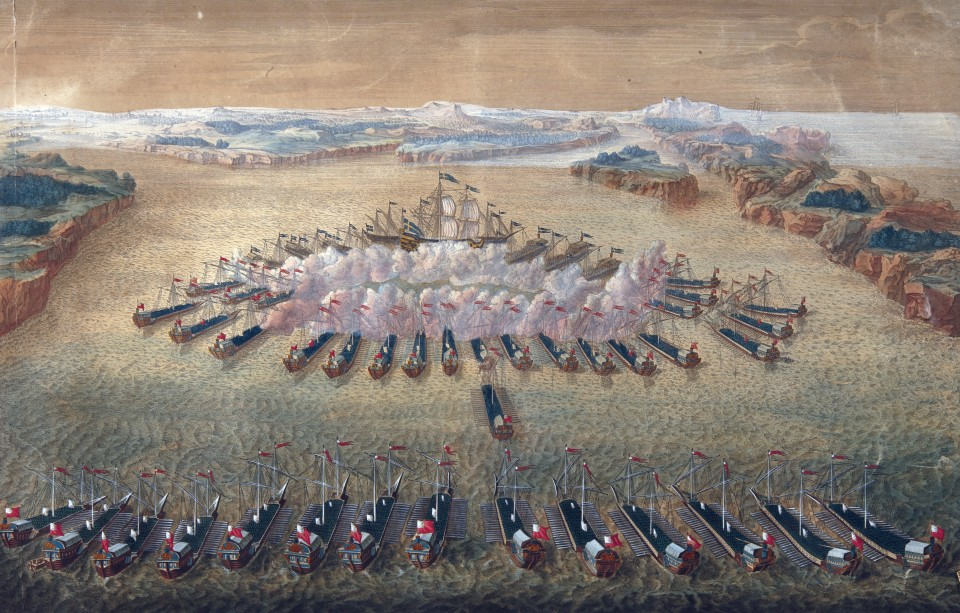
ハンゲの海戦

バルト地方を制圧したロシアは1712年にフョードル・アプラクシン将軍率いる約7万人の軍団を編成してフィンランドへ攻め込んだ。翌1713年7月、ロシア軍は西欧戦史上に例のないとされる海陸共同作戦を敢行してヘルシンキを攻略した。
1713年から1714年にかけてロシア軍はフィンランドを攻略を進め、1714年2月のラッポラの戦い (en) でフィンランド駐留軍主力部隊を撃破し、スウェーデン軍の抵抗力は潰えた。
1714年7月、ハンコ半島沖においてピョートルのガレー船海軍がスウェーデン海軍に大勝し、これによりロシアが制海権を握った。（ガングートの海戦（露呼称）／ハンゲの海戦（瑞呼称））
1714年から1721年のロシアによるフィンランド占領期間は、フィンランドの歴史では「大いなる怒り」 (フィンランド語: isoviha)と呼ばれている。

### 1716年 - 1718年：ノルウェー

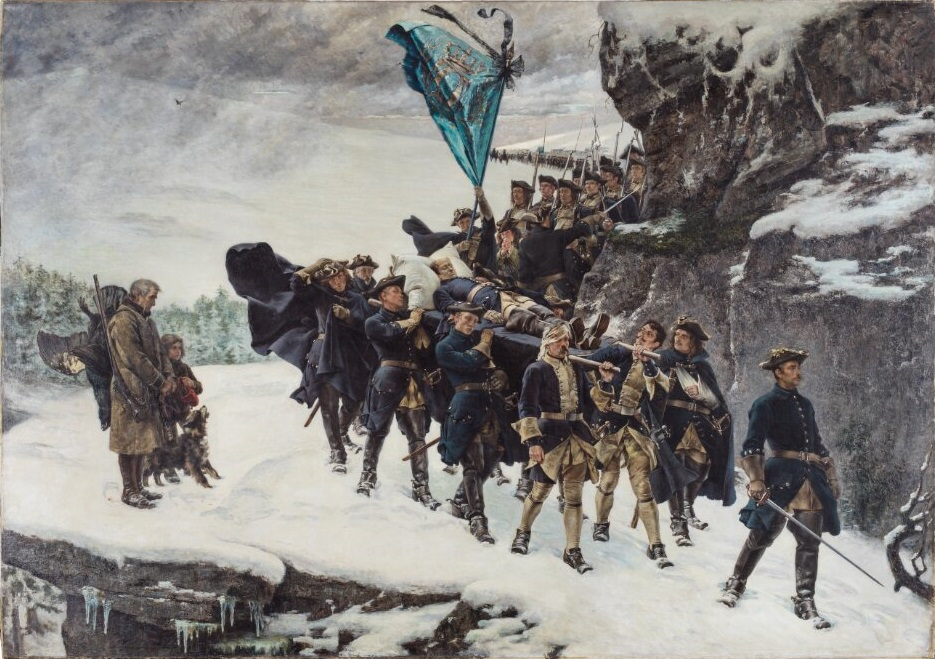
『カール12世の葬送』
グスタヴ・セーデルストレム画

カール12世はオスマン帝国から帰国すると再び戦争指導を自ら取り始め、デンマーク＝ノルウェーに単独講和を強いさせるべく1716年2月にデンマーク領ノルウェーに攻め込み、一時はクリスチャンサンを攻略したが、部下の不手際とデンマーク海軍に糧道を断たれたため撤退を余儀なくされている。北方同盟諸国はスウェーデン本土侵攻を策し、7月から8月にかけてコペンハーゲンに艦隊を集結させたが、諸国の足並みがそろわず作戦は中止となっている。
カール12世はイギリスを味方に引き込もうと試みたが、国王ジョージ1世はハノーファー選帝侯としてバルト海への出口を求めて既にスウェーデンと戦争状態に入っていた。同盟を求めたカール12世はイギリスのジャコバイト（名誉革命で王位を追われたスチュアート系勢力）と交渉したが、これは1717年にイギリスによるスウェーデンへの宣戦布告という結果になった。
局面を打開すべく、カール12世はロシアとの単独交渉を開始した。1718年5月にスウェーデン全権ハインリヒ・フォン・ゲルツ男爵とロシア全権アンドレイ・オステルマンはバルト海のオーランド島で会談を持ち、スウェーデンはロシアに対してかなりの譲歩し、代わりにロシアと共闘してデンマークやハノーファーそしてポーランドと戦い、バルト地方の代償としてドイツでの権益を回復しようと目論んだ。

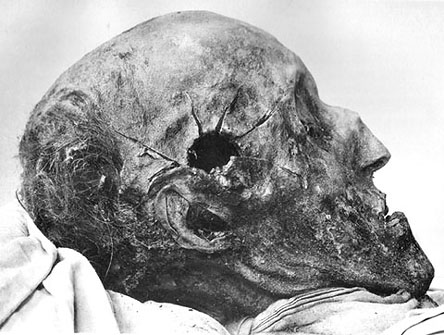
カール12世の遺体

一方、ノルウェー戦線は膠着状態に陥り、12月11日（瑞暦11月30日）、オスロ東南にあるフレデリクスハルドを包囲していたカール12世は狙撃されて死亡した。カール12世の死により、スウェーデン軍は直ちに撤退したが、猛吹雪の中の退却は苦難を極めて多大の損害を出し、キャロリアン死の行進 (karolinernas dödsmarsch）と呼ばれている。
カール12世には子はなく、妹のウルリカ・エレオノーラが王位を継承した。ゲルツは処刑されロシアとの交渉も打ち切られた。

## 1719年 - 1721年：講和

### 1719年 - 1720年：イギリスの介入

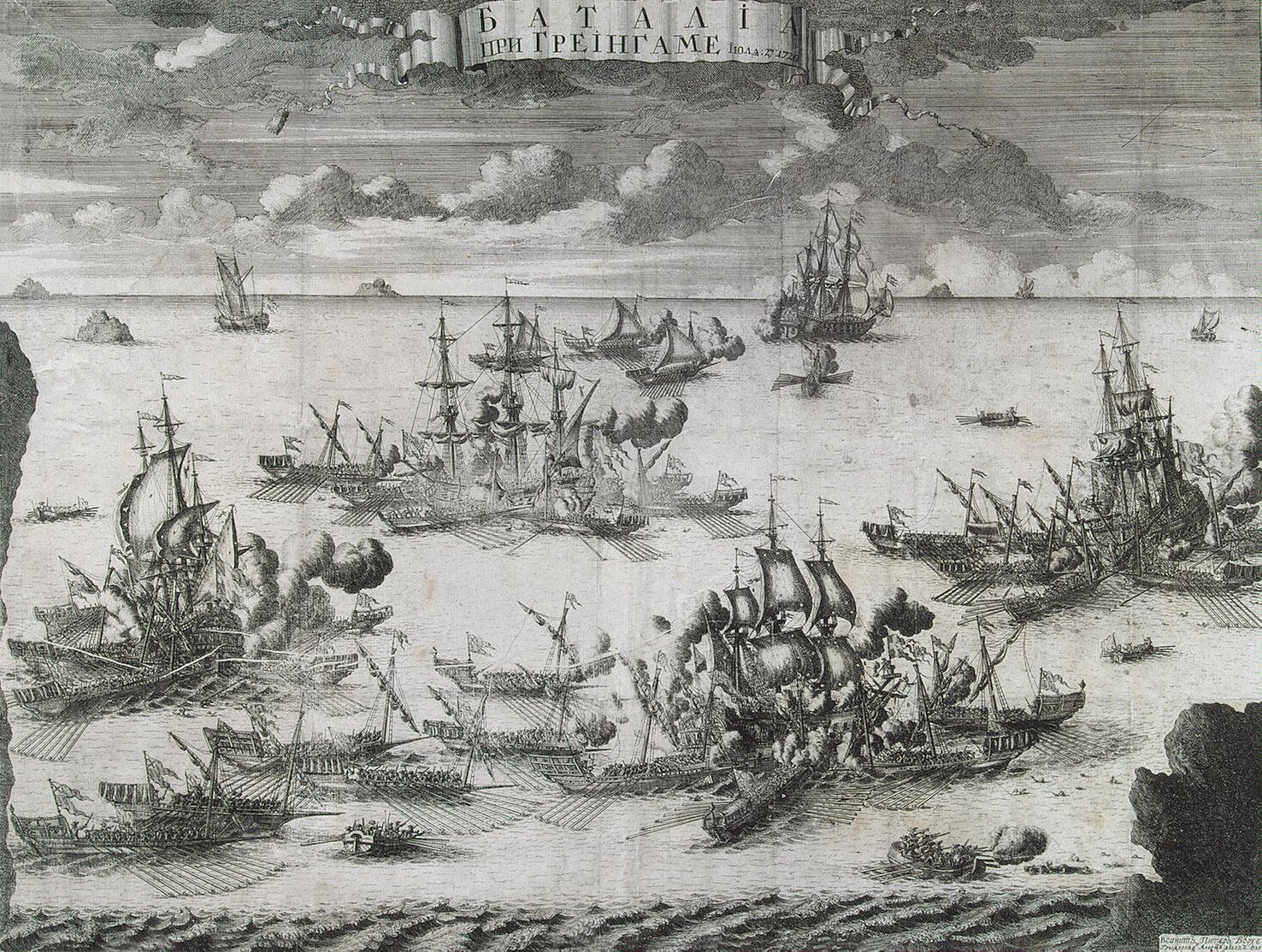
グレンガム島沖の海戦

カール12世死去の時点で、北方同盟はスウェーデン軍の敗北と撤退後に残された権力の空白をいかに埋めるかを巡って次第に分裂し始めた。イギリスは北方同盟側で参戦していたが、ロシアによるバルト海の覇権を望まず、外交的な圧力をかけ北方同盟の足並みを乱し始めた。
ジョージ1世とフレデリク4世は北ドイツの覇権を望み、アウグスト2世はフリードリヒ・ヴィルヘルム1世のバルト海沿岸南東部への野心を憂慮していた。戦力がバルト海周辺に分散していたピョートル1世は中東欧における覇権に思いを巡らせ、メクレンブルク (en) にまで海軍基地を建設することを求めた。1719年、ジョージ1世とアウグスト2世、そして神聖ローマ皇帝カール6世はロシア国境を戦前の状態に押し戻すべく相互援助条約（ウィーン条約）を締結した。
カール12世の死後もスウェーデンはピョートル1世の条件での講和を拒否していた。1719年夏、ロシア艦隊がスウェーデンの東海岸を襲撃した。いくつかの都市が攻撃され、ストックホルムの群島のほぼすべての建物が焼き払われた。小規模なロシア軍がスウェーデンの首都ストックホルムへ迫ったが、8月24日（瑞暦8月13日）のステケットの戦いで阻止されている。
一方、ハノーファー＝イギリスおよびブランデンブルク＝プロイセンはスウェーデンとの単独講和を交渉し、1719年から1720年始めのストックホルム条約により、スウェーデンの北ドイツ領土が分割された。交渉はバルト海南部におけるスウェーデンの地位の完全な崩壊を防ぐことを策すフランスが仲介し、スウェーデンにはヴィスマールと北部スウェーデン・ポメラニアが残された。ハノーファーはスウェーデン領ブレーメン＝フェルデンを獲得し、ブランデンブルク＝プロイセンは南部スウェーデン領ポメラニアを併合した。更にイギリスはスウェーデンとの同盟条約を締結している。
スウェーデンとの同盟条約に基づきイギリスはバルト海に艦隊を派遣してロシアに圧力をかけたが、ロシア軍はスウェーデンへの襲撃を続け、1720年7月のグレンガム島沖の海戦で再びスウェーデン艦隊を撃破した。

### 1720年 - 1721年：ニスタット条約

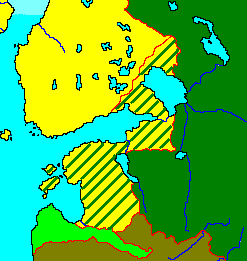
黄色が戦前のスウェーデン領、緑色がロシア領、黄色地に緑の斜線がニスタット条約でロシアに割譲された地域

北方同盟の反目に加えて、スウェーデン内部でもスウェーデン王位を巡るシュレースヴィヒ＝ホルシュタイン＝ゴットルプ公カール・フリードリヒ（カール12世の甥）とヘッセン＝カッセル方伯世子フリードリヒ（ウルリカ・エレオノーラの夫）との対立が存在した。ゴットルプ派は失脚し、1720年5月にウルリカ・エレオノーラは夫フリードリヒに譲位した（スウェーデン王フレドリク1世）。
デンマークとの和平が結ばれた時、既に北方同盟は分解しており、デンマークはズンド海峡南部の以前の領土を取り戻す軍事的状況になかった。しかしながらスウェーデンは、ホルシュタイン＝ゴットルプ家への支援を停止し、公領はデンマークによって確保され、北部は併合された。更にスウェーデンはズンド海峡通行税の免除特権を返上した。それぞれの条約はフレデリクスボーで1720年7月に締結された。
最終的にハノーファー、イギリス、ブランデンブルク＝プロイセン、そしてデンマーク＝ノルウェーと講和を結んだ時、スウェーデンはウィーン条約派やフランスの反ロシア感情が同盟にまで達し、これによってロシアに占領された東部諸州を取り戻すことを期待した。だが、主にイギリスとフランスとの内部対立により、スウェーデンの目論見は成功しなかった。したがって、戦争は最終的にウーシカウプンキ（ニースタード）において1721年9月10日（露暦8月30日）にロシアとスウェーデンの間で締結されたニスタット条約によって終結した。
フィンランドはスウェーデンに返還されたが、エストニア、リヴォニア、イングリア、ケックスホルム（ケックスホルム県の最北部（古きフィンランド）のみは1808年から1809年までのフィンランド戦争までスウェーデン領として残された）とカレリアの大部分はロシアに割譲された。
ザクセン＝ポーランド＝リトアニアとスウェーデンは正式な平和条約を締結せず、1660年の第二次北方戦争終結の際に結ばれたオリヴァ条約を更新している。

## 戦後
スウェーデンは17世紀に獲得したほとんどすべての「海外」領土を失い大国としての地位を喪失した。カール12世の死によって絶対王政は終焉し、代わって貴族を中心とした議会が力を持つ「自由の時代」（Frihetstiden）が始まり、グスタフ3世（在位：1771年 - 1792年）の王権復興まで続くことになる。戦争に敗れたスウェーデンの不満は失われた領土を取り戻そうとする無益な試みを導き、1741年のハット党戦争（Hattarnas ryska krig）や1788年のグスタフ3世の対ロシア戦争（第一次ロシア・スウェーデン戦争）を引き起こしている。後者の戦争では領土奪還はならなかったものの、スウェーデンは実質的に勝利し、ロシアからの干渉を停止させ、両国間の勢力均衡はある程度は回復している。外交的には伝統的な親仏外交を推し進めていたものの、グスタフ3世のクーデターが起きるまでは、プロイセン、ロシアなど列強の政治的影響力のもとにさらされるなど、「自由の時代」とは「危機の時代」でもあった。
ポーランド国土はこの戦争によって甚大な被害を蒙り、ニスタット条約によって元ポーランド領のリヴォニアがロシアに割譲され、ポーランドには何ら得るものがなく終わったに留まらず、国王と貴族（シュラフタ）との対立に乗ぜられてロシアの事実上の保護国となってしまう。1733年にアウグスト2世が死去すると、フランスの支援を受けたスタニスワフ・レシチニスキ（フランス王ルイ15世の舅になっていた）が国王に選出された。これに反発したロシアとオーストリアがアウグスト2世の息子アウグスト3世を擁立してポーランド継承戦争に突入した。その後もポーランドへの外国の干渉は止まず、18世紀末のポーランド分割と国家消滅の運命をたどることになる。
デンマークは17世紀にスウェーデンに奪われた元東デンマーク諸州の奪回やスウェーデン領北ポメラニアの確保といった主目標は達成しえなかったが、スウェーデンの脅威の排除とズンド海峡通行税免除特権に終止符を打つことができた。スウェーデンからの賠償金と通行税によって財政は改善し、文化興隆の時代に入っている。しかしデンマークはシュレースヴィヒ領有権を巡るホルシュタイン＝ゴットルプ家との争いは続いた。外交的にはスウェーデンとの対立は継続し、親露外交を推し進めたため、次第にロシア依存が高まる事となった。
プロイセン王フリードリヒ・ヴィルヘルム1世はこの戦争の後、ロシアと同様の徴兵制の整備と貴族将校（ユンカー）の養成を行い、プロイセンを強力な軍事国家となさしめ、兵隊王と呼ばれた。フリードリヒ・ヴィルヘルム1世の子フリードリヒ2世（在位：1740年 - 1786年）がこの軍事国家を引き継ぎ、列強との諸戦争を戦い抜いて小国プロイセンを列強の地位に押し上げることになる。
バルト地方を獲得したロシアは北・東ヨーロッパにおける最強国になった。1721年11月2日（露暦10月22日）、元老院と宗務院がピョートル1世に皇帝（インペラトル）の称号を贈り、ロシア帝国が成立する。それから3年余の1725年1月にピョートル1世は死去し、その後は女帝や幼帝が次々に立つ政治的に不安定な時代が続き、ピョートル1世の改革の一部は放棄されもしたが、その近代化政策は女帝エカチェリーナ2世（在位：1762年 - 1796年）によって引き継がれることになる。

## 年表
| 西暦   | 大北方戦争関連事項 | 参考事項 |
| ------ | --- | --- |
| 1699年 | （8月～11月）ロシア、ザクセン＝ポーランド＝リトアニア、デンマーク＝ノルウェーが反スウェーデン同盟（北方同盟）を結成。 | （8月25日）デンマーク＝ノルウェー王クリスチャン5世死去、フレデリク4世が即位。 |
| 1700年 | （2月）ザクセン＝ポーランド＝リトアニアとデンマークがスウェーデンを攻撃。大北方戦争開戦。 （7～8月）カール12世、コペンハーゲンを衝き、トラヴェンタール条約によりデンマークが脱落。 （11月30日）カール12世、ナルヴァの戦いでロシア軍を撃破。 （この年）リトアニア大公国で内戦（リトアニア内戦）。 | |
| 1701年 | （7月19日）カール12世、ダウガヴァ川を強行渡河してポーランド＝リトアニアを撃破。 (en) | （この年）スペイン継承戦争勃発。 （1月18日）ブランデンブルク選帝侯フリードリヒ1世がプロイセン王に即位。                                                                                 |
| 1702年 | （3月）スウェーデン軍、ポーランド侵攻開始。 （7月19日）カール12世、クリシュフの戦い (en) でザクセン＝ポーランド軍に勝利。 | （3月8日）イングランド王ウィリアム3世死去。アン女王が即位。 |
| 1703年 | （5月24日）ピョートル1世、海港サンクトペテルブルク建設。 | |
| 1704年 | （7月12日）スタニスワフ・レシチニスキ、スウェーデンの影響力の下でポーランド王に選出。 | （8月13日）ブレンハイムの戦いでイギリス、オーストリア軍がフランス、バイエルン軍に勝利。                                                                                                 |
| 1705年 | | （5月5日）神聖ローマ皇帝レオポルト1世死去。ヨーゼフ1世が即位。 |
| 1706年 | （2月13日）フラウシュタートの戦い (en) でザクセン＝ポーランド軍およびロシア軍がスウェーデン軍に大敗。 （9月24日）アルトランシュテット条約締結。ポーランド王アウグスト2世退位。 | |
| 1707年 | （8月）カール12世、ロシア遠征を開始。 | （5月1日）イングランド王国とスコットランド王国が合併して連合王国が成立。 |
| 1708年 | （7月14日）カール12世、ホロウチン（Holowczyn）の戦い (en) でロシア軍を撃破 （10月9日）レスナーヤの戦いでスウェーデン軍は敗北し、補給物資を失う。 （10月28日）ヘーチマン国家の元首イヴァン・マゼーパがモスクワに対して反乱。                                                                      | |
| 1709年 | （7月8日）ポルタヴァの戦いでスウェーデン軍壊滅。カール12世はオスマン帝国に逃亡。 （9月21日）イヴァン・マゼーパ死去 （10月17日）ザクセン＝ポーランド＝リトアニアとデンマークが再参戦。 （この年）スタニスワフ・レシチニスキが廃位、アウグスト2世がポーランド王に復位。                            | |
| 1710年 | （2月）スコーネ（スウェーデン南部）に侵攻したデンマーク軍がスウェーデンのステンボック将軍に敗れる。 | |
| 1711年 | （7月）オスマン帝国、プルート川の戦いでピョートル1世率いるロシア軍に対して勝利。 （7月23日）プルトの和約により、ロシアはアゾフ要塞をオスマン帝国へ返還。 | （4月17日）神聖ローマ皇帝ヨーゼフ1世死去。カール6世が即位。 |
| 1712年 | （この年）ピョートル1世、サンクトペテルブルクに遷都。 （12月9日）ステンボック、ガーデブッシュの戦いでザクセン・デンマーク軍に勝利。 | （3月23日）ピョートル1世、愛人エカチェリーナを正式な皇妃となす。 |
| 1713年 | | （2月25日）プロイセン王フリードリヒ1世死去。フリードリヒ・ヴィルヘルム1世が即位。 （4月11日）ユトレヒト条約が締結、スペイン継承戦争は事実上終結。                                       |
| 1714年 | （2月）ステンボック、テニングで降伏。 （8月7日）ガングートの海戦でバルト海の制海権をロシアが掌握。 バルト地方、フィンランドも占領され、バルト帝国は事実上崩壊。 （11月）カール12世、亡命先のオスマン帝国から帰還。                                                                               | （8月1日）イギリス女王アン死去。ハノーファー選帝侯ゲオルク1世ルートヴィヒがジョージ1世として即位。 （11月26日）フランスとオーストリアがラシュタット条約を締結してスペイン継承戦争終結。 |
| 1715年 | （5月～6月）プロイセン王フリードリヒ・ヴィルヘルム1世、スウェーデンに宣戦。 | （9月1日）フランス王ルイ14世死去。ルイ15世即位。 |
| 1716年 | （この年）カール12世、デンマークに氷上侵攻を試みるも失敗。 | |
| 1718年 | （12月11日）カール12世、ノルウェーのフレデリックスハルド要塞で狙撃され死亡。 | （6月29日）ピョートル1世に廃嫡されたロシア皇太子アレクセイが獄死。 |
| 1719年 | （この年）ロシア軍、スウェーデン本土を強襲するも撃退される（1721年まで）。 | |
| 1720年 | （3月11日）スウェーデン、ウルリカ・エレオノーラ女王が退位、フレドリク1世が即位、ヘッセン朝開始。 （この年）フレデリクスボー条約とストックホルム条約により、スウェーデンとザクセン＝ポーランド＝リトアニア、デンマーク、プロイセン、イギリスとが講和。                                            | |
| 1721年 | （9月10日）ニスタット条約締結。北方戦争終結。 （11月2日）ピョートル1世、ロシア皇帝（インペラトル）に戴冠。ロシア帝国が成立する。 | |

※日付はグレゴリオ暦。